# Nepenthes glandulifera
Nepenthes glandulifera este o specie de plante carnivore din genul Nepenthes, familia Nepenthaceae, ordinul Caryophyllales, descrisă de Chi. C. Lee. Conform Catalogue of Life specia Nepenthes glandulifera nu are subspecii cunoscute.